# Lagoa (Río de Janeiro)
Lagoa (Portugués: Lagoa Rodrigo de Freitas) es un barrio de clase alta de la Zona Sur de la ciudad de Río de Janeiro, Brasil. 
Posee uno de los Índices de Desarrollo Humano más altos de la ciudad y la mayor tasa de alfabetización de adultos. Gran parte de sus tierras fueron ganadas al agua de la laguna Rodrigo de Freitas, por lo que la mayoría de las construcciones de Lagoa (por lo general lujosos edificios de departamentos) miran hacia el espejo de agua que tiene un contorno de 7.500 metros y es un lugar ideal para realizar deportes, tareas de esparcimiento y visitar bares o restaurantes de gastronomía internacional.
Desde 1996, cada diciembre suma un nuevo atractivo: un árbol de Navidad flotante de 85 metros de altura que se destaca por su iluminación.

## Toponimia
El barrio recibe su nombre a causa de la lagoa (laguna) Rodrigo de Freitas, que ocupa la mayor parte de la región.

## Ubicación y límites
Lagoa limita con los barrios Ipanema, Leblon, Jardim Botânico, Humaitá, Gávea y Copacabana, todos de la Zona Sur de la ciudad.
Es parte del Área de Planeamiento 2 y da nombre a la Región Administrativa VI, que comparte con Ipanema, Leblon, Jardim Botânico, Gávea, Vidigal y São Conrado.
Lagoa ocupa un área de 510,99 hectáreas y posee solo un 38,94% de áreas urbanizadas y/o alteradas (debido a la gran laguna que ocupa gran parte del barrio), por lo que es uno de los diez barrios de Río menos urbanizados.

## Historia
La historia de la Lagoa Rodrigo de Freitas está fuertemente ligada al Jardín Botánico y las chacras que allí se asentaron.
En el siglo XVI, la laguna de aguas saladas donde hoy se encuentra el barrio Lagoa era conocida con el nombre indígena Çapôpenypau, (laguna de raíces chatas). Luego tuvo distintas denominaciones, como Sapopemba, Lagoa do Amorim y Lagoa Fagundes Varela.
También fue llamado por los indios tupinambás Sacopenapã, que significava "camino de los socós", aves que solían habitar esos parajes. Pero el gobernador Antonio Salema arrasó con las tribus indígenas de la región.
El espejo de agua, con unos cuatro kilómetros cuadrados de superficie y cercado por cerros hoy conocidos como Corcovado, Dois Irmãos, da Saudade y dos Cabritos, ganó su actual nombre en el siglo XVII. El Engenho d'El Rey, fundado en 1571 donde hoy se encuentra el Jardín Botánico, fue llamado de diversas maneras a medida que nuevos dueños se hacían cargo de esas tierras. Con la denominación Engenho de Nossa Senhora da Conceição da Lagoa, en 1611 pasó a manos de Rodrigo de Freitas Mello e Castro.
La Fonte da Saudade, a orillas de la laguna y pintada por Maria Grahan, quedaba en la chacra homónima. Su nombre se origina en unas tristes melodías que solían entonar las lavanderas portuguesas que se reunían en el lugar.

"Lagoa Rodrigo de Freitas, Rio de Janeiro", óleo de Nicola Antonio Facchinetti, 1884.

La llegada del recorrido de las diligencias públicas, en 1871 –la tracción animal sería sustituida treinta años más tarde por trenes eléctricos, en los albores de la gestión de Francisco Pereira Passos– valorizó los terrenos de las chacras de la zona. Sobre el final del siglo XIX comenzó la ocupación del área por industrias textiles, como la fábrica de la Companhia de Fiação e Tecidos Corcovado, con sus villas para operarios. Junto al Parque Lage se montaron las fábricas de tejidos Corcovado y Carioca, junto con la firma de sombreros Braga Costa y el laboratorio del médico Oswaldo Cruz, convirtiendo los barrios Gávea y Jardim Botânico en una de las regiones más industrializadas de Río por aquel entonces.
Con la desaparición de las chacras y las fábricas, a lo largo del siglo XX, las tierras fueron divididas en lotes. En las áreas que circundan la laguna Rodrigo de Freitas, especialmente en la orilla sobre el Jardón Botánico, surgen los primeros núcleos residenciales de la zona. 
En la gestión del prefecto Carlos Sampaio (1920-1922) se realizaron importantes obras de saneamiento y relleno de la laguna, que comienza a cambiar de fisonomía, y también se regulariza el canal Jardim de Alah, que comunica la laguna con el mar. En realidad, los terrenos ganados al agua de la laguna fueron donde se asentó la gran mayoría de los edificios del barrio Lagoa. En islas artificiales de la laguna surgieron los clubes Caiçaras y Piraquê. Los aterros más recientes zon parte del parque Tom Jobim, que circunda toda la laguna.
Con la llegada de fin del siglo XX, los vecinos de la zona y los cariocas en general tomaron la laguna como un símbolo de la lucha por la preservación del patrimonio de la Ciudad Maravillosa. Los sucesivos gobiernos dieron cuenta de esta manifestación y decidieron preservar el espejo de agua, que constituye uno de los más importantes espacios de esparcimiento de la Zona Sur.

## Demografía
Lagoa tiene 18.221 habitantes, de los cuales 8.329 son hombres y 9.892 son mujeres. La razón de sexo del barrio es de 84,19 hombres cada cien mujeres. Tiene un densidad demográfica de 36,54 habitantes por hectárea.
Hay un total de 6.652 domicilios, en la mayoría de los cuales (1.828 domicilios) viven dos personas.
Posee una esperanza de vida al nacer de 77,91 años y una tasa de alfabetización de adultos del 99,46%, la más alta de Río de Janeiro.
En Lagoa hay tres escuelas municipales, que reúnen 1.010 alumnos.
El Índice de Desarrollo Humano (IDH) del barrio es de 0,959, que lo ubica entre los ocho mayores porcentuales de la ciudad. Es comparable al IDH de Irlanda (0,960).

## Laguna Rodrigo de Freitas
La laguna Rodrigo de Freitas ocupa la mayor parte de la región. Se comunica con el Océano Atlántico a través del canal 
Jardim de Alah, que a la vez funciona como límite entre Ipanema y Leblon.
La laguna es un área de esparcimiento muy frecuentada por cariocas y turistas. Permite la práctica de diversos deportes (varios clubes cariocas tienen sedes náuticas en sus márgenes) y está contorneada por una ciclovía de 7.500 metros de longitud, que recorrer todo el Parque Tom Jobim. Hay además un helipuerto, una pista para trotar y un centro gastronómico distribuido en locales que ofrecem desde comida típica nordestina hasta espcialidades alemanas o japonesas, así como música en vivo desde el anochecer. También son muy populares los paseos en los llamados pedalinhos, pequeños botes a pedal con forma de cisne.
También en torno a la laguna hay diversos parques y plazas, con abundante arboleda. Los principales son:
- Parque das Taboas: se encuentra entre los clubes Regatas Flamengo y Caiçaras. Reúne gente que practica los más variados deportes, como futbol, tenis y skate. El área deportiva del parque también tiene numerosos locales gastronómicos.
- Parque da Catacumba: un auténtico museo al aire libre dentro de una pequeña reserva ambiental. Hay 32 esculturas de distintos artistas que se integran a la naturaleza del parque. En la zona también se pueden degustar bocados de todo el mundo.
- Parque dos Patins: se encuentra entre el club Piraquê y el helipuerto. Una opción de esparcimiento que van desde el patín a los shows simultáneos en los locales de alrededor. Es otro de los puntos ideales para conocer los gustos de la cocina internacional.[10]

## El árbol de Navidad
Cada diciembre, la atracción de la zona es el gigantesco árbol de Navidad flotante que ilumina las aguas de la laguna. Fue erguido por primera vez a fines de 1996, con 48 metros de altura, y en 2007 ya alcanzaba los 85 metros, equivalente a un edificio de 28 pisos. Inaugurado cada año con shows musicales y fuegos de artificio, su estructura es de hierro recubierta de luz de neón, y la estrella de la cima mide 4,5 metros y pesa algo más de dos toneladas.

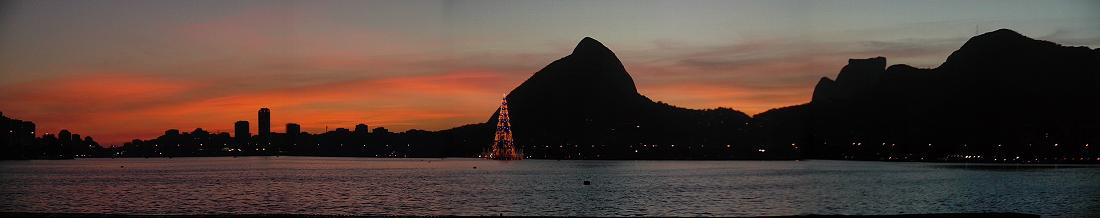
Panorámica de la laguna con el árbol de Navidad en el centro.

## Transporte
El barrio representa una importante vía de comunicación entre las zonas Sur y Norte de la ciudad, al tiempo que comunica directamente con la Zona Oeste, hacia Barra da Tijuca.
En Lagoa se encuentra una de las entradas del Túnel Rebouças, que lleva hacia la Zona Norte y pasa por debajo del cerro del Corcovado (casi exactamente en el lugar donde, unos 700 metros más arriba, se encuentra el Cristo Redentor).
En tanto, la autopista Lagoa-Barra sirve a los barrios Gávea, São Conrado, Joá y Barra da Tijuca, hacia el oeste.
Las avenidas Borges de Medeiros y Epitácio Pessoa siguen el contorno de la laguna y el canal Jardim de Alah. La avenida Henrique Dodsworth conecta la laguna con Copacabana, desembocando en la plaza Eugênio Jardim, donde se encuentra la estación Cantagalo del metro de Río de Janeiro.